# Alain Krivine

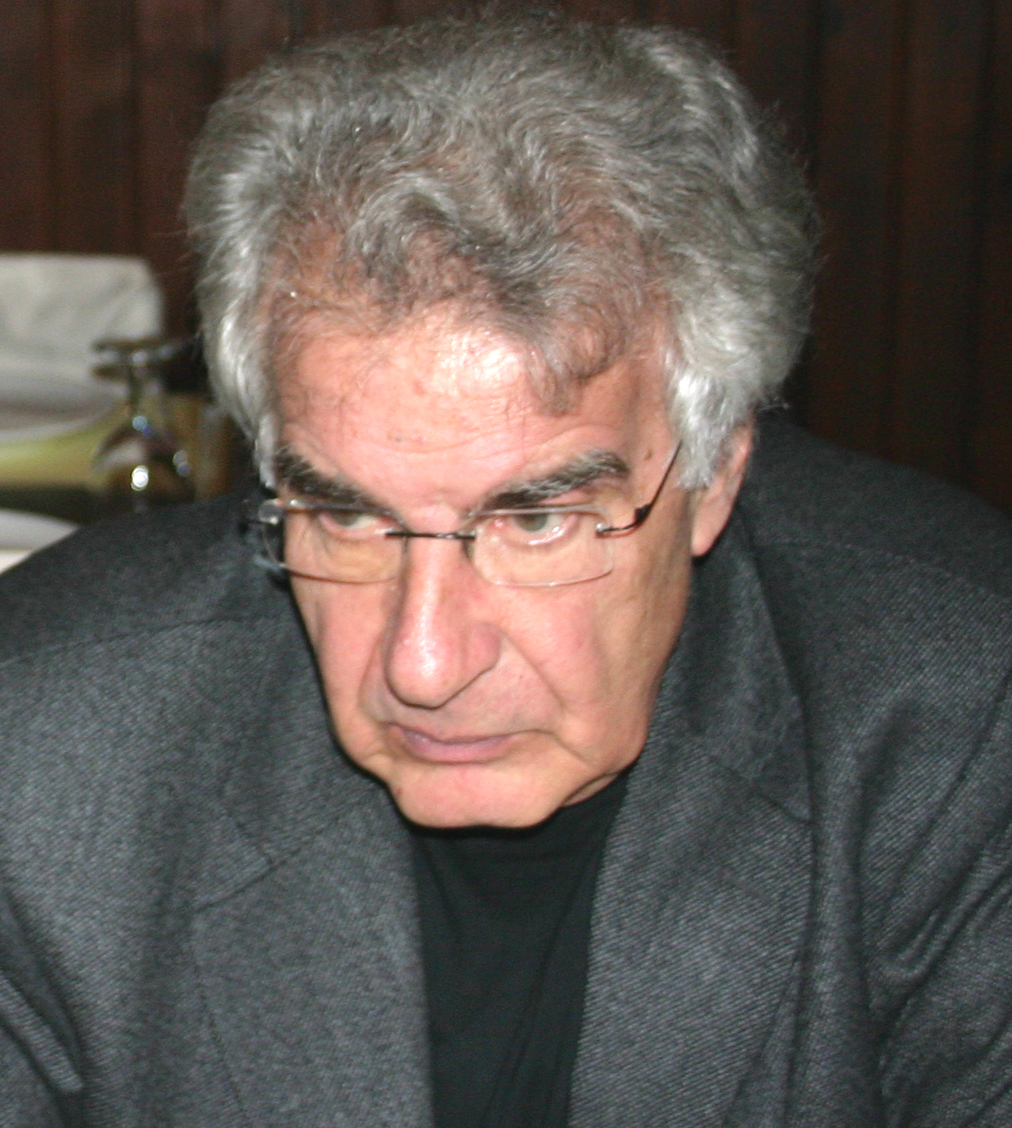
Alain Krivine, Ankara, Januar 2005

Alain Krivine (* 10. Juli 1941 in Paris; † 12. März 2022 ebenda) war ein französischer trotzkistischer Politiker.

## Biographie
Aus einer jüdisch-ukrainischen, am Ende des 19. Jahrhunderts aufgrund antisemitischer Pogrome nach Frankreich emigrierten Familie hervorgegangen, heiratete er 1962 Michèle Martinet, Lehrerin und Tochter von Gilles Martinet, Journalist und ehemaliger sozialistischer Abgeordneter im Europaparlament, einer der Gründer der PSU (Parti socialiste unifié) und Botschafter in Rom. Er war Cousin des Dirigenten Emmanuel Krivine.
Als Schüler besuchte er das Lycée Condorcet in Paris, anschließend studierte er an der geisteswissenschaftlichen Fakultät in Paris und erwarb dort eine licence sowie ein DES (diplôme d'études supérieures) im Fach Geschichte.
Während seiner Tätigkeit als Hilfslehrer für Geschichte am Voltaire-Gymnasium wurde er Redaktionssekretär beim Hachette-Verlag (1966–68). Als Figur der Mai-68-Bewegung bekannt geworden, absolvierte Krivine den Wehrdienst in Verdun im 150. Infanterieregiment und kehrte danach nach Paris zurück, wo er ab 1970 Journalist der Wochenzeitung Rouge der Ligue Communiste/Ligue communiste révolutionnaire (LCR) wurde.
An der Seite von Olivier Besancenot und Roseline Vachetta war er eines der drei Sprachrohre der inzwischen aufgelösten LCR. Danach war Krivine Mitglied des Nouveau Parti anticapitaliste.

## Politisches Leben

### Karriere
- 1955 Eintritt in die Jugendorganisation der Parti communiste français (PCF)
- 1958–65 Mitglied des Nationalkomitees der Vereinigung kommunistischer Studenten in Frankreich (Union des étudiants communistes) und Sekretär an der Sorbonne
- 1965 Teilnahme an der Gründung der „Jeunesse communiste révolutionnaire“, 1968 von Regierungsseite aufgelöst
- 1966 Ausschluss aus der PCF wegen seiner Weigerung, die Kandidatur von François Mitterrand zu unterstützen, sowie aufgrund seiner trotzkistischen Positionen
- 1969 Präsidentschaftskandidat während seines Wehrdienstes
- 1969 Teilnahme an der Gründung der „Ligue communiste“, 1973 von Regierungsseite aufgelöst
- 1974 Mitglied des Politbüros der LCR und Mitglied des internationalen Exekutivkomitees der IV. Internationale
- 1974 Präsidentschaftskandidat, zu diesem Zweck Gründung der Front communiste révolutionnaire
- 1999–2004 Europaabgeordneter, gewählt über die Liste LO (Lutte Ouvrière) - LCR
- 2006 Rücktritt aus dem Politbüro der LCR

### Präsidentschaftswahlen
- 1969 Kandidat der „Ligue communiste“, Erhalt von 239.106 Wahlstimmen (1,06 % aller abgegebenen Stimmen, 7. und letzter der Wahlen)
- 1974 Kandidat der „Front communiste révolutionnaire“, Erhalt von 93.990 Wahlstimmen (0,37 % aller abgegebenen Stimmen, 9. von 12 Kandidaten)
- 1981 Kandidat der LCR, ohne allerdings die 500 notwendigen Unterschriften von Amtsträgern zu erlangen, daher keine offiziell zugelassene Kandidatur.